# サンタルシア (ベネズエラ)
サンタ・ルシーア (Santa Lucía) は、ベネズエラのミランダ州パスカスティジョ市にある地区で、同市の市庁所在地である。行政上はサンタルシア区で、2001年調査による人口は8万3976人であった。

## 地理
グアイレ川のほとり、トゥイの谷の北部にある。首都カラカスからみると南東の郊外にあり、車での通勤圏である。

## 歴史
1620年2月10日、インディオを集住させキリスト教化するための町として建設されたのが、公式の創設である。植民地時代の18世紀には、カカオの農園が営まれた。独立戦争中の1821年6月13日には、ベネズエラ独立を決したカラボボ戦役の一環として、サンタルシアで戦いが行われ、独立派が勝利した。